# Lora Christowa
Lora Christowa (bulgarisch Лора Христова, englisch Lora Hristova; * 23. April 2003 in Sofia) ist eine bulgarische Biathletin. Sie nahm an den Olympischen Spielen 2022 teil und ist mehrfache Medaillengewinnerin bei internationalen Juniorenmeisterschaften.

## Sportliche Laufbahn
Lora Christowa sammelte im Alter von 15 Jahren bei den Jugendweltmeisterschaften 2019 erste internationale Erfahrungen und erreichte immerhin das Verfolgungsrennen. Im Jahr darauf lief sie im IBU-Junior-Cup und nahm erstmals an den Olympischen Jugendspielen in Lausanne teil. Zu Beginn des Winters 2020/21 gab die Bulgarin ihren Einstand im IBU-Cup und erzielte mit Rang 36 am Arber auch erste Ranglistenpunkte. Bei den Jugendweltmeisterschaften 2021 ging es in den Einzelrennen unter die besten 20 sowie mit Walentina Dimitrowa und Stefani Jolowa auf Platz 7 im Staffelbewerb. Ende November 2021 feierte Christowa ihr Weltcupdebüt, wurde aber nach schwachen Ergebnissen wieder in den IBU-Cup zurückgestuft. Trotzdem wurde die 18-Jährige in das bulgarische Aufgebot für die Olympischen Spiele von Peking aufgenommen, erzielte im Sprint aber nur den 89. und damit letzten Rang. Deutlich besser verlief die Jugend-WM 2022, in derselben Aufstellung wie im Vorjahr gewann Christowa mit der Staffel die Bronzemedaille. Die zweite Medaille folgte im August des Jahres im Supersprint der Junioren im Rahmen der Sommerbiathlonweltmeisterschaften hinter Selina Kastl und Lena Repinc. Ihre ersten Weltmeisterschaften bestritt sie 2023, kurz zuvor verpasste sie ihr erstes Verfolgungsrennen beim Sprint von Antholz um weniger als drei Sekunden. Erfolgreich verliefen die Junioreneuropameisterschaften, wo die Bulgarin in Sprint und Verfolgung Medaillen gewinnen konnte. Bei den Juniorenweltmeisterschaften hingegen blieb sie vor allem aufgrund vieler Schießfehler ohne Top-10-Platzierung.

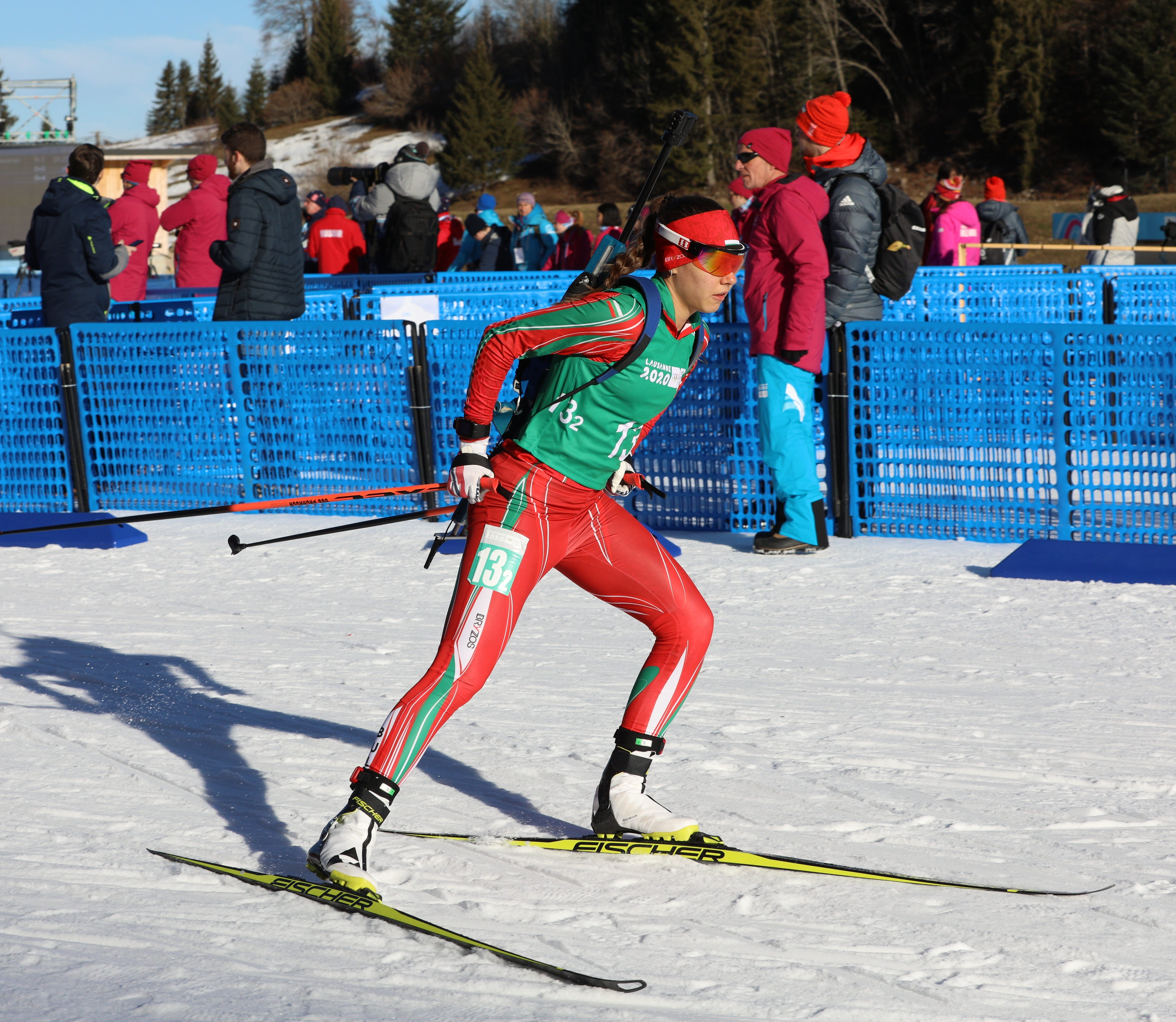
Christowa bei den Olympischen Jugendspielen 2020

Im August 2023 siegte Christowa bei allen drei Wettkämpfen der Sommerbiathlon-WM der Junioren und zeigte vor allem läuferisch große Fortschritte. Recht gut startete sie daraufhin  auch in den Winter 2023/24, indem sie in Östersund ihren ersten Verfolgungswettkampf erreichte und dort nur knapp die Punkteränge verfehlte. In ebendiese stieß die Bulgarin erstmals Ende Dezember beim Verfolger in der Lenzerheide vor, als sie dank 19 Treffern Rang 33 belegte. Beim Weltcupwochenende von Antholz konnte sie sich erneut steigern, lief im Einzel auf den 25. Platz und im Mixedbewerb – gemeinsam mit Walentina Dimitrowa, Wladimir Iliew und Blagoj Todew – unter die Top Ten. Bei den Europameisterschaften belegte Christowa im Einzelwettkampf Rang 12, die Junioren-WM endete hingegen eher überraschend ohne Medaille. Bei den Sommerbiathlon-Juniorenweltmeisterschaften 2024 sicherte sie sich erneut zwei Medaillen. Zwar konnte sich die Bulgarin in der Folgesaison in der Gesamtwertung nicht verbessern, überraschte aber bei den Weltmeisterschaften 2025 in der Lenzerheide, als sie in Einzel und Verfolgung überraschend die Plätze 13 und 19 erreichte. Damit qualifizierte sie sich auch für ihren ersten Massenstart auf Weltcupebene und belegte in diesem Rang 26. Auch mit der Damenstaffel gelang ihr im Rahmen der EM mit Rang vier ein Achtungserfolg.

## Persönliches

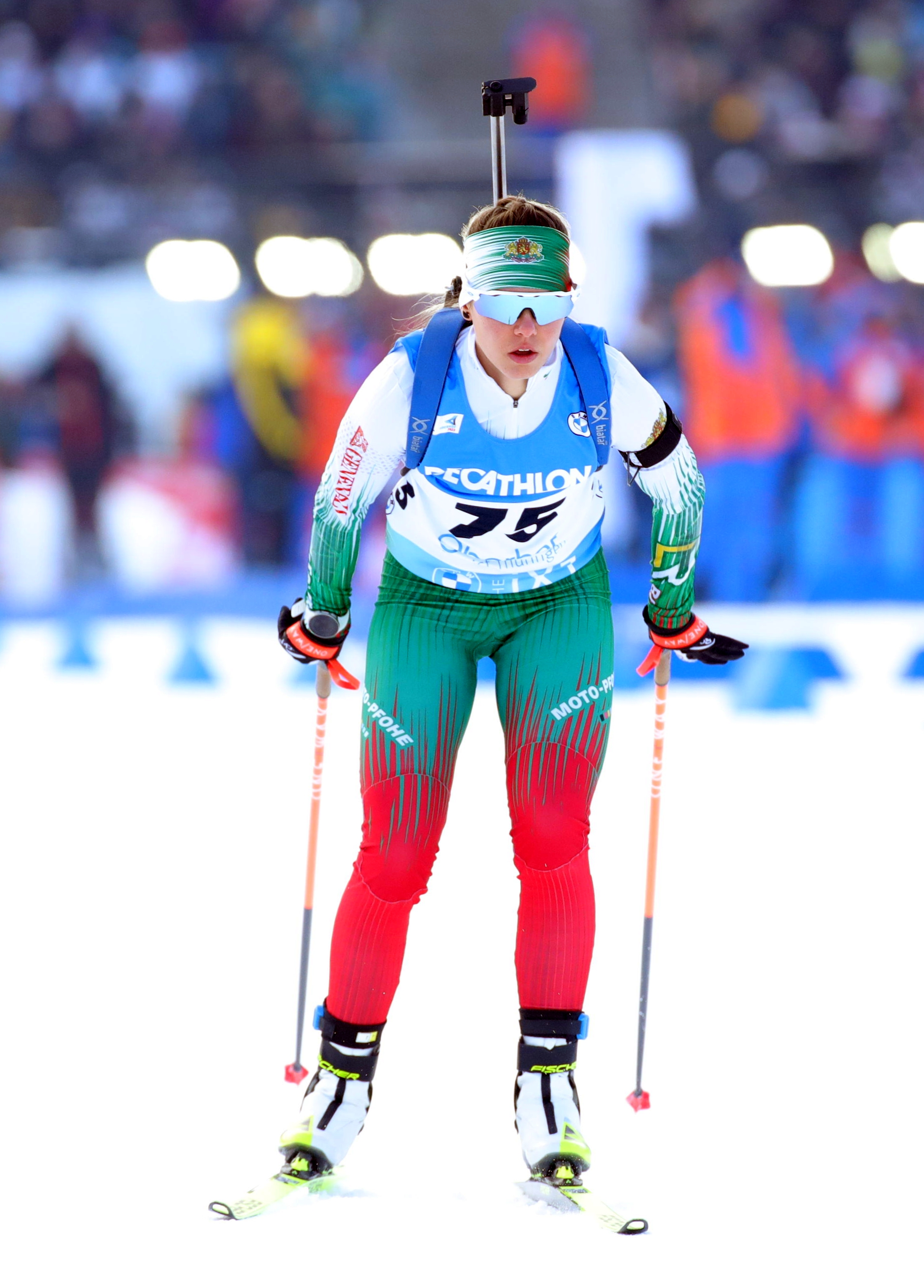
Christowa 2023 in Oberhof

Christowa lebt in Trojan im Norden Bulgariens.

## Statistiken

### Weltcupplatzierungen
Die Tabelle zeigt alle Platzierungen (je nach Austragungsjahr einschließlich Olympische Spiele und Weltmeisterschaften).
- 1.–3. Platz: Anzahl der Podiumsplatzierungen
- Top 10: Anzahl der Platzierungen unter den ersten zehn (einschließlich Podium)
- Punkteränge: Anzahl der Platzierungen innerhalb der Punkteränge (einschließlich Podium und Top 10)
- Starts: Anzahl gelaufener Rennen in der jeweiligen Disziplin
- Staffel: inklusive Mixed- und Single-Mixed-Staffeln

| Platzierung               | Einzel | Sprint | Verfolgung | Massenstart | Staffel | Gesamt |
| ------------------------- | ------ | ------ | ---------- | ----------- | ------- | ------ |
| 1. Platz                  |        |        |            |             |         |        |
| 2. Platz                  |        |        |            |             |         |        |
| 3. Platz                  |        |        |            |             |         |        |
| Top 10                    |        |        |            |             | 2       | 2      |
| Punkteränge               | 1      | 2      | 3          |             | 19      | 25     |
| Starts                    | 7      | 19     | 7          |             | 20      | 53     |
| Stand: Saisonende 2024/25 |        |        |            |             |         |        |

### Weltcupwertungen
Ergebnisse bei Weltcups (Disziplinen- und Gesamtweltcup) gemäß Punktesystem.
| Saison  | Einzel | Einzel | Sprint | Sprint | Verfolgung | Verfolgung | Massenstart | Massenstart | Gesamt | Gesamt |
| Saison  | Platz  | Punkte | Platz  | Punkte | Platz      | Punkte     | Platz       | Punkte      | Platz  | Punkte |
| ------- | ------ | ------ | ------ | ------ | ---------- | ---------- | ----------- | ----------- | ------ | ------ |
| 2023/24 | 50.    | 16     | –      | –      | 70.        | 8          | –           | –           | 73.    | 24     |
| 2024/25 | –      | –      | 82.    | 3      | 69.        | 7          | –           | –           | 87.    | 10     |

### Olympische Winterspiele
Ergebnisse bei Olympischen Winterspielen:
|                                        | Einzelwettbewerbe | Einzelwettbewerbe | Einzelwettbewerbe | Einzelwettbewerbe | Staffelwettbewerbe | Staffelwettbewerbe |
| Einzel                                 | Sprint            | Verfolgung        | Massenstart       | Damenstaffel      | Mixedstaffel       |                    |
| -------------------------------------- | ----------------- | ----------------- | ----------------- | ----------------- | ------------------ | ------------------ |
| Olympische Winterspiele 2022 \| Peking | –                 | 89.               | –                 | –                 | 18.                | –                  |

### Biathlon-Weltmeisterschaften
Ergebnisse bei den Weltmeisterschaften:
| Weltmeisterschaften | Weltmeisterschaften | Einzelwettbewerbe | Einzelwettbewerbe | Einzelwettbewerbe | Einzelwettbewerbe | Staffelwettbewerbe | Staffelwettbewerbe | Staffelwettbewerbe |
| Jahr                | Ort                 | Einzel            | Sprint            | Verfolgung        | Massenstart       | Damenstaffel       | Mixedstaffel       | S.-M.-Staffel      |
| ------------------- | ------------------- | ----------------- | ----------------- | ----------------- | ----------------- | ------------------ | ------------------ | ------------------ |
| 2023                | Oberhof             | –                 | 78.               | –                 | –                 | –                  | –                  | –                  |
| 2024                | Nové Město          | 44.               | 65.               | –                 | –                 | 16.                | 22.                | –                  |
| 2025                | Lenzerheide         | 13.               | 40.               | 19.               | 26.               | 21.                | 15.                | –                  |

### Jugend-/Juniorenweltmeisterschaften
Christowa nahm bis 2022 an den Jugend-, ab 2023 an den Juniorenwettkämpfen teil.
| Weltmeisterschaften | Weltmeisterschaften | Einzelwettbewerbe | Einzelwettbewerbe | Einzelwettbewerbe | Einzelwettbewerbe | Staffelwettbewerbe | Staffelwettbewerbe |
| Jahr                | Ort                 | Einzel            | Sprint            | Verfolgung        | Massenstart 60    | Damenstaffel       | Mixedstaffel       |
| ------------------- | ------------------- | ----------------- | ----------------- | ----------------- | ----------------- | ------------------ | ------------------ |
| 2019                | Osrblie             | 70.               | 59.               | 56.               | nicht ausgetragen | 18.                | nicht ausgetragen  |
| 2020                | Lenzerheide         | 43.               | 28.               | 22.               | nicht ausgetragen | 13.                | nicht ausgetragen  |
| 2021                | Obertilliach        | 10.               | 19.               | 19.               | nicht ausgetragen | 7.                 | nicht ausgetragen  |
| 2022                | Soldier Hollow      | 6.                | DSQ               | –                 | nicht ausgetragen | 3.                 | nicht ausgetragen  |
| 2023                | Schtschutschinsk    | 24.               | 17.               | 27.               | nicht ausgetragen | –                  | 12.                |
| 2024                | Otepää              | 10.               | 19.               | N/A               | 24.               | –                  | 6.                 |